# (12341) Calevoet
(12341) Calevoet (1993 BN4) – planetoida z grupy pasa głównego asteroid okrążająca Słońce w ciągu 3,66 lat w średniej odległości 2,37 j.a. Odkryta 27 stycznia 1993 roku.